# Seznam poslanců Poslanecké sněmovny Říšské rady (1870–1871)
Toto je seznam poslanců Poslanecké sněmovny Říšské rady ve funkčním období 1870–1871. Zahrnuje všechny členy Poslanecké sněmovny předlitavské (rakouské) Říšské rady v III. funkčním období od volby v roce 1870 do volby v roce 1871 (Říšská rada nebyla v tomto období volena ještě přímo, ale fungovala jako sbor delegátů vysílaných jednotlivými zemskými sněmy).

## Seznam poslanců
| Jméno                           | Korunní země  | Poznámka |
| ------------------------------- | ------------- | --- |
| Agopsowicz de Hasso Kajetan     | Halič         | |
| Antonietti Josip                | Dalmácie      | |
| Attems-Gilleis Anton August von | Dolní Rakousy | |
| Badeni Władysław                | Halič         | |
| Banhans Anton                   | Čechy         | 10. listopadu 1870 složil slib.                                                                                    |
| Barbo-Waxenstein Jos. Em.       | Kraňsko       | |
| Bartoszewski Karol              | Halič         | |
| Bäuerle Adolf                   | Dolní Rakousy | |
| Baworowski Włodzimierz          | Halič         | 3. března 1871 složil slib.                                                                                        |
| Beeß Georg                      | Slezsko       | |
| Benesch August                  | Morava        | |
| Bertagnolli Kasimir             | Tyrolsko      | 26. září 1870 složil slib.                                                                                         |
| Blitzfeld Rudolf                | Slezsko       | |
| Bodnar Wladimir                 | Halič         | |
| Bogdanowicz Ivan                | Halič         | 26. 9. 1870 složil slib.                                                                                           |
| Brader Cölestin                 | Tyrolsko      | Opat ze Stamsu. |
| Brandstetter Friedrich          | Štýrsko       | |
| Brestel Rudolf                  | Dolní Rakousy | |
| Budmani Pero                    | Dalmácie      | |
| Całkowski Christof              | Halič         | |
| Carneri Bartholomäus            | Štýrsko       | |
| Colombani Orazio                | Istrie        | |
| Černe Anton                     | Gorice        | |
| Costa Etbin Henrik              | Kraňsko       | 19. 9. 1870 složil slib.                                                                                           |
| Czankowski Qasyl                | Halič         | |
| Czedik von Bründelsberg Alois   | Dolní Rakousy | |
| Czerkawski Euzebiusz            | Halič         | [ 1 ] |
| Danilo Ivan                     | Dalmácie      | |
| Daubek Eduard                   | Čechy         | 8. 11. 1870 složil slib.                                                                                           |
| Demel von Elswehr Johann        | Slezsko       | |
| Demków Eusebius                 | Halič         | |
| Dinstl Ferdinand                | Dolní Rakousy | 19. 9. 1870 složil slib.                                                                                           |
| Di Pauli Anton                  | Tyrolsko      | |
| Dubsky Adolf                    | Morava        | |
| Dumba Nikolaus                  | Dolní Rakousy | |
| Dzwonkowski Michael             | Halič         | |
| Edenberger Mathias              | Horní Rakousy | |
| Edlmann Ernst                   | Korutany      | |
| Eichhoff Josef von              | Morava        | |
| Figuly Ignaz                    | Horní Rakousy | |
| Firley Felix                    | Halič         | 19. 9. 1870 složil slib.                                                                                           |
| Fürth Josef                     | Čechy         | 10. listopadu 1870 složil slib.                                                                                    |
| Fux Johann                      | Morava        | |
| Garbaczyński Piotr              | Halič         | |
| Ginzel Josef Augustin           | Čechy         | 11. 11. 1870 složil slib.                                                                                          |
| Giovanelli Ignaz                | Tyrolsko      | 26. 9. 1870 složil slib.                                                                                           |
| Girardelli Carlo                | Terst         | Rezignace oznámena na schůzi 26. 9. 1870, nesložil slib.                                                           |
| Gironcoli Alois                 | Korutany      | |
| Giskra Karl                     | Dolní Rakousy | |
| Glaser Julius                   | Dolní Rakousy | |
| Greuter Josef                   | Tyrolsko      | 19. září 1870 složil slib.                                                                                         |
| Grocholski Kazimierz            | Halič         | |
| Gromes Franz                    | Morava        | |
| Groß Franz Xaver                | Horní Rakousy | |
| Groß Gustav Robert              | Čechy         | 10. listopadu 1870 složil slib, rezignace oznámena dopisem 6. června 1871.                                         |
| Gregorutti Carlo                | Terst         | Nastoupil místo Giradelliho na schůzi 8. 11. 1870, rezignace oznámena na schůzi 24. 2. 1871 dopisem z 20. 2. 1871. |
| Grubauer Sebastian              | Horní Rakousy | 20. února 1871 složil slib.                                                                                        |
| Gschnitzer Mathias              | Salcbursko    | Rezignace 1. srpna 1871.                                                                                           |
| Gudenus Ernst                   | Štýrsko       | |
| Hackelberg-Landau Rudolf A.     | Štýrsko       | 19. září 1870 složil slib.                                                                                         |
| Halter Josef                    | Salcbursko    | |
| Hanisch Julius                  | Čechy         | |
| Helferstorfer Othmar            | Dolní Rakousy | |
| Herbst Eduard                   | Čechy         | 10. listopadu 1870 složil slib.                                                                                    |
| Hofer Lorenz                    | Dolní Rakousy | |
| Hopfen Franz von                | Morava        | |
| Hoppen Apolinary                | Halič         | |
| Horak Ivan Nepomuk              | Kraňsko       | |
| Horodyski Tomasz                | Halič         | 19. září 1870 složil slib.                                                                                         |
| Hormuzaki Alexander             | Bukovina      | Zemřel 19./20. března 1871.                                                                                        |
| Huscher Georg                   | Čechy         | 8. listopadu 1870 složil slib.                                                                                     |
| Chlumecký Johann                | Morava        | |
| Irschara Dominik                | Tyrolsko      | 19. září 1870 složil slib.                                                                                         |
| Janowski Ambroży                | Halič         | |
| Jasiński Józef                  | Halič         | |
| Jaworski Apolinary              | Halič         | |
| Jessernigg Gabriel von          | Korutany      | |
| Kálnoky Béla                    | Morava        | |
| Kielmannsegg Karl               | Dolní Rakousy | |
| Kirchmayer Julian               | Halič         | |
| Klaczko Julian                  | Halič         | 19. září 1870 složil slib.                                                                                         |
| Klier Franz                     | Čechy         | 11. listopadu 1870 složil slib.                                                                                    |
| Knoll Alfred                    | Čechy         | 10. listopadu 1870 složil slib.                                                                                    |
| Konopka Henryk                  | Halič         | 19. září 1870 složil slib.                                                                                         |
| Korb von Weidenheim Karl        | Čechy         | 8. listopadu 1870 složil slib.                                                                                     |
| Kokořova Karel, z               | Čechy         | 8. listopadu 1870 složil slib.                                                                                     |
| Kotz von Dobrz Christian        | Čechy         | 8. listopadu 1870 složil slib.                                                                                     |
| Kotz von Dobrz Ferdinand        | Čechy         | 7. března 1871 složil slib.                                                                                        |
| Kováts Anton                    | Bukovina      | |
| Kübeck Max                      | Morava        | |
| Kuenburg Amand von              | Slezsko       | |
| Kuranda Ignaz                   | Dolní Rakousy | |
| Lasser von Zollheim Josef       | Salcbursko    | |
| Leeder Friedrich                | Čechy         | 10. listopadu 1870 složil slib, rezignace oznámena dopisem 15. června 1871.                                        |
| Leitenberger Friedrich          | Čechy         | 10. listopadu 1870 složil slib.                                                                                    |
| Lenz Alfred                     | Dolní Rakousy | |
| Liebl Josef                     | Štýrsko       | |
| Lipp Eduard                     | Štýrsko       | |
| Lippmann von Lissingen Josef    | Čechy         | 10. listopadu 1870 složil slib.                                                                                    |
| Ljubiša Stjepan Mitrov          | Dalmácie      | |
| Łoś August                      | Halič         | |
| Lumbe Jos. Tadeáš z Malonic     | Čechy         | 7. března 1871 složil slib.                                                                                        |
| Margheri-Comandona Albin        | Kraňsko       | 18. dubna 1871 složil slib.                                                                                        |
| Mayer Ignaz                     | Horní Rakousy | |
| Mayerhofer Franz Karl           | Dolní Rakousy | |
| Mende Leopold                   | Dolní Rakousy | |
| Morpurgo Giuseppe               | Terst         | 18. dubna 1871 složil slib.                                                                                        |
| Müller August                   | Čechy         | 3. března 1871 složil slib.                                                                                        |
| Murnik Ivan                     | Kraňsko       | |
| Neumann Wenzel                  | Čechy         | 10. listopadu 1870 složil slib.                                                                                    |
| Oberleithner Eduard             | Morava        | |
| Oelz Josef Anton                | Vorarlbersko  | |
| Pascotini Carlo                 | Terst         | |
| Pauer Johann Paul               | Štýrsko       | |
| Perger von Pergenau Heinrich    | Dolní Rakousy | |
| Petrinó Alexander von           | Bukovina      | |
| Pfeiffer Emil                   | Halič         | 19. září 1870 složil slib.                                                                                         |
| Pickert Karl                    | Čechy         | 10. listopadu 1870 složil slib.                                                                                    |
| Pillerstorff Hermann von        | Slezsko       | |
| Piotrowski Gustaw               | Halič         | |
| Plener Ignaz                    | Čechy         | 10. listopadu 1870 složil slib, rezignace oznámena dopisem 7. června 1871.                                         |
| Poche Adolf von                 | Morava        | |
| Pretis de Cagnodo Sisinio       | Čechy         | 10. listopadu 1870 složil slib.                                                                                    |
| Rapp Franz                      | Tyrolsko      | 19. září 1870 složil slib.                                                                                         |
| Rechbauer Karl                  | Štýrsko       | |
| Rhomberg August                 | Vorarlbersko  | |
| Ritter Valerius                 | Korutany      | |
| Russ Viktor Wilhelm             | Čechy         | 3. března 1871 složil slib.                                                                                        |
| Rydzowski Andrzej               | Halič         | |
| Rylski Eustachy January         | Halič         | 19. září 1870 složil slib.                                                                                         |
| Salm-Reifferscheid Louis        | Čechy         | 8. listopadu 1870 složil slib.                                                                                     |
| Sawczyński Zygmunt              | Halič         | |
| Seidl Konrad                    | Štýrsko       | |
| Schaup Wilhelm                  | Horní Rakousy | |
| Schlosser Karl                  | Čechy         | 3. března 1871 složil slib.                                                                                        |
| Schneider Carl Samuel           | Slezsko       | |
| Schrems Johann                  | Horní Rakousy | 20. února 1871 složil slib.                                                                                        |
| Schulz Richard                  | Bukovina      | |
| Schürer Franz                   | Dolní Rakousy | |
| Skene Alfred                    | Morava        | |
| Smolka Jan Franciszek           | Halič         | |
| Sonntag Ignaz                   | Horní Rakousy | |
| Stauffenberg Philipp            | Čechy         | 20. února 1871 složil slib.                                                                                        |
| Steinbrecher Bruno              | Morava        | |
| Steinmair Johann                | Horní Rakousy | |
| Stockert Karl                   | Korutany      | |
| Strassoldo Leopold              | Gorice        | |
| Strass Karl van der             | Morava        | |
| Stremayr Karl von               | Štýrsko       | |
| Strosio Andreas                 | Tyrolsko      | 26. září 1870 složil slib.                                                                                         |
| Sturm Eduard                    | Morava        | |
| Styrzza Eugen                   | Bukovina      | |
| Suttner Gustav                  | Dolní Rakousy | |
| Svetec Luka                     | Kraňsko       | |
| Szczepański Mieczysław          | Halič         | |
| Szeptycki Jan Kanty             | Halič         | |
| Tomschitz Franz                 |               | Rezignace oznámena dopisem 5. června 1871                                                                          |
| Tarnowski Jan                   | Halič         | 24. května 1871 složil slib.                                                                                       |
| Theumer Ernst                   | Čechy         | 7. března 1871 složil slib.                                                                                        |
| Tomanek Johann                  | Morava        | |
| Torosiewicz Emil                | Halič         | |
| Vidulich Francesco              | Istrie        | 19. září 1870 složil slib.                                                                                         |
| Vojnovič Georg Conte            | Dalmácie      | |
| Wächter Otto von                | Čechy         | 8. listopadu 1870 složil slib.                                                                                     |
| Waldert Anton                   | Čechy         | 10. listopadu 1870 složil slib.                                                                                    |
| Waser Josef von                 | Štýrsko       | |
| Weigel Ferdynand                | Halič         | |
| Weinhandl Johann                | Štýrsko       | |
| Wenzliczke August               | Morava        | |
| Weeber August                   | Morava        | |
| Wereszczyński Józef             | Halič         | |
| Wickhoff Franz                  | Horní Rakousy | |
| Wodzicki Ludwik                 | Halič         | |
| Wolański Mikołaj                | Halič         | |
| Wolfrum Karl                    | Čechy         | 8. listopadu 1870 složil slib.                                                                                     |
| Zaillner Innocenz               | Morava        | |
| Zedtwitz Karl Moritz            | Čechy         | 20. února 1871 složil slib.                                                                                        |
| Zyblikiewicz Mikołaj            | Halič         | |